# Stanislav Velický
Stanislav Velický (Lakšárska Nová Ves, 16 aprile 1981) è un allenatore di calcio ed ex calciatore slovacco, di ruolo centrocampista.

## Carriera

### Club
Ha giocato nella prima divisione dei campionati slovacco, ungherese, polacco, austriaco e cipriota.

### Nazionale
Ha giocato nella nazionale slovacca Under-21.